# Itabôa
Itaboa é um dos distritos do município brasileiro de Ribeirão Branco, no interior do estado de São Paulo, lembrada por sua imensa quantidade de colheitas (principalmente tomate) e pela alta quantidade de ciclistas pela região.

## História
Início com colheitas e fazendeiros, foi crescendo ganhando uma quantidade significativa de população após a construção da pequena capela "Bom jesus", feita em terreno doado por um dos moradores.
Após isso moradores viriam a construir uma pequena escola de madeira para ensinar as crianças do bairro, e que viria a ser expandida com a doação do terreno pelo homem de mesmo nome da escola, Honorato Ferreira da Silva.
A formação administrativa do município surge com a Lei nº 8 de 10/12/1992, que criou o Distrito de Itaboa no Município de Ribeirão Branco.
O distrito tentou a emancipação político-administrativa e ser elevado à município, através de processo que deu entrada na Assembléia Legislativa do Estado de São Paulo no ano de 1994, mas como não atendia os requisitos necessários exigidos por lei para tal finalidade, o processo foi arquivado.

Com o passar dos anos Itaboa teve um crescimento enorme[carece de fontes?], tanto em população quanto economicamente[carece de fontes?], se tornando o mais grande da região, e referência nas compras e passeios dos moradores dos bairros próximos, com alta quantidade de comércios, lojas e experiências se comparado aos bairros próximos.[carece de fontes?]

## Geografia

### Demografia

#### População urbana
| Crescimento população urbana | Crescimento população urbana | Crescimento população urbana | Crescimento população urbana |
| Censo                        | Pop.                         |                              | %±                           |
| ---------------------------- | ---------------------------- | ---------------------------- | ---------------------------- |
| 1980                         | 380                          |                              | —                            |
| 1991                         | 1 264                        |                              | 232,6%                       |
| 2000                         | 1 775                        |                              | 40,4%                        |
| 2010                         | 2 068                        |                              | 16,5%                        |
| Fonte: IBGE e Fundação SEADE |                              |                              |                              |

#### População total
Pelo Censo 2010 (IBGE) a população total do distrito era de 3 675 habitantes.

### Área territorial
A área territorial do distrito é de 96,692 km².

### Rodovias
O principal acesso do distrito é a estrada vicinal Ribeirão Branco - Itaboa - Campina de Fora.

### Ferrovias
Pátio Itabôa (ZXZ) do Ramal de Apiaí (FEPASA), sendo a ferrovia operada atualmente pela Rumo Malha Sul.

## Serviços públicos

### Registro civil
Feito na sede do município, pois o distrito não possui Cartório de Registro Civil das Pessoas Naturais.

### Saneamento
O serviço de abastecimento de água é feito pela Companhia de Saneamento Básico do Estado de São Paulo (SABESP).

### Energia
A responsável pelo abastecimento de energia elétrica é a Neoenergia Elektro, antiga CESP.

### Telecomunicações
O distrito era atendido pela Telecomunicações de São Paulo (TELESP), que inaugurou a central telefônica utilizada até os dias atuais. Em 1998 esta empresa foi vendida para a Telefônica, que em 2012 adotou a marca Vivo para suas operações.

### Educação
O distrito hoje conta com uma escola municipal " EMEF Honorato Ferreira da Silva", uma estadual a "Escola de período integral EE Honorato Ferreira da Silva", além da creche "Raio de Sol".

### Subprefeitura
No dia 9 de junho de 2024, o prefeito de Ribeirão Branco "Tuca Ribas" (nascido em Itaboa) funda no distrito de Itaboa uma subprefeitura onde encontrava-se a antiga creche "Pote de mel" para atender melhor as necessidades da população regional.

## Religião
O Cristianismo se faz presente no distrito da seguinte forma:

### Igreja Católica
- A igreja é sede da Paróquia São João Paulo II fazendo parte da Diocese de Itapeva[17]

### Igrejas Evangélicas
- Congregação Cristã no Brasil[18].
- Igreja Presbiteriana do Brasil